# 確率共鳴
確率共鳴（かくりつきょうめい、英語: Stochastic Resonance）とは、信号に雑音（ノイズ）を加えることで、ある確率の下で、信号が強まり、反応が向上する現象。確率共振（かくりつきょうしん）と訳されることもある。
しきい値（検出できる限界の強度）未満の信号に不規則なノイズを加えると、確率共鳴により、しきい値を越えて検知できるようになる。
ヘラチョウザメの実験では、弱い電流を流すことによって遠くのプランクトンを見つけて捕食できるようになった。
1981年に氷期の周期性を説明するために提案され、その後、電子回路などの物理系や、神経伝達システムのような生物系でも、同様の現象が確認されている。